# Euphranta atrata
Euphranta atrata är en tvåvingeart som beskrevs av Hardy 1974. Euphranta atrata ingår i släktet Euphranta och familjen borrflugor. Inga underarter finns listade i Catalogue of Life.